# Nicole Elgrissy
Nicole Elgrissy (in arabo نيكول الڭريسي‎?; Casablanca, 23 settembre 1958) è una scrittrice e attivista marocchina.

## Biografia
Nasce a Casablanca da famiglia ebraica marocchina originaria di Essaouira. Il padre Robert era stato insignito dell'Ordine di Ouissam Alaouite. L'infanzia di Elgrissy è segnata dalle vicende dell'esodo di massa della comunità ebraica marocchina. Studia nel Liceo Lyautey, proseguendo gli studi a Parigi, all'Università Sorbona Paris Nord. Tornata in Marocco, intraprende a partire dal 1979 la carriera nel mondo della comunicazione.

## Carriera
Sotto l'incoraggiamento della poetessa Fatima Chahid, Elgrissy comincia a scrivere. Pubblica il suo primo libro, La Renaicendre ou Mémoires d’une Marocaine juive et patriote nel 2010. Le sue opere sono incentrate sulle vicende relative alla nascita dello Stato di Israele e nelle lotte tra gli opposti movimenti del sionismo e del panarabismo. Le sue opere analizzano anche lo sradicamento e la crisi d'identità dei personaggi ebrei e musulmani.
Prende parte a varie iniziative atte a ricordare e a perpetuare la memoria del patrimonio ebraico marocchino, come l'Associazione Mimouna, e la realizzazione di film e documentari come Adieu meres di Mohamed Ismail, Où vas-tu Moshé? di Hassan Benjelloun e Tinghir-Jérusalem: Les échos du Mellah di Kamal Hachkar. Nel 2015, rilascia un'intervista nel documentario di Al Jazeera, Return to Morocco.

## Opere
- La Renaicendre ou Mémoires d’une Marocaine juive et patriote (2010)
- Dames de cœur sur le carreau (2015)
- Si c'était à refaire... (2016)
- Le réveil avant la dérive (2018)